# Louis Marchand
Louis Marchand (Lió, 2 de febrer de 1669 - París, 17 de febrer de 1732) fou un compositor, organista i clavecinista francès. És considerat, juntament amb François Couperin, un dels millors organistes i clavecinistes francesos de la seva època.

## Biografia
Eix d'una família de músics Borguinyons. Son pare, Jean va ser organista en diverses ciutats del ducat. Va ser un compositor, clavecinista i organista. A la seva època, va ser considerat un dels músics més grans del seu país, França, i amb quinze anys era organista de la catedral de Nevers. El 1689 va arribar a París, on després de dos anys es va convertir en organista de l'església dels jesuïtes a la rue St Jacques i més tard va tenir els llocs d'organista a l'església de Sant Benet i al convent dels Cordeliers on fou succeït per Louis-Claude Daquin el 1739.
Era un home ambiciós i d'un caràcter intractable, i per aquest motiu va tindre diverses disputes amb la seva dona i els amics. Va guanyar fama com a teclista virtuós i el 1702 va publicar dues col·leccions de peces de clavecí, dues peces d'orgue de refinat estil i el Tractat de les regles de composició. També va compondre cançons sagrades, almenys una cantata i una òpera (perduda).

## Música
Obres destacades:
- Pièces de clavecin. Ré mineur. Livre 1, 1702.
- Pièces de clavecin. Sol mineur. Livre 2, 1703.
- Pièces choisies pour l'orgue (ebook), 1732.
- Pyrame et Tisbe, una òpera mai representada.

A més va compondre també música vocal, una cantata i diversos càntics espirituals i escrit un tractat de composició.